# Atletica leggera ai Giochi della XXI Olimpiade - Salto con l'asta

Video della Finale (il salto del finlandese Antti Kalliomäki)

Il salto con l'asta ha fatto parte del programma maschile di atletica leggera ai Giochi della XXI Olimpiade. La competizione si è svolta nei giorni 24 e 26 luglio 1976 allo Stadio Olimpico (Montréal).

## Presenze ed assenze dei campioni in carica
| Competizione      | Atleta           | Prestazione | Montréal 1976 |
| ----------------- | ---------------- | ----------- | ------------- |
| Monaco 1972       | Wolfgang Nordwig | 5,50 m      | Ritirato 1972 |
| Commonwealth 1974 | Donald Baird     | 5,05 m      | Presente      |
| Europei 1974      | Vladimir Kishkun | 5,35 m      | Presente      |
| Asiatici 1974     | Yasuhiro Kigawa  | 5,00 m      | Non selez.    |
| Panamericani 1975 | Earl Bell        | 5,40 m      | Presente      |

Ai Trials USA David Roberts stabilisce il nuovo record mondiale con 5,70 m. Sono presenti ai Giochi anche i due primatisti europei con 5,62 m: i polacchi Władysław Kozakiewicz e Tadeusz Ślusarski.

## Turno eliminatorio
Qualificazione5,10 m
Inaspettatamente, ben 20 atleti raggiungono la misura richiesta. Si preannuncia una finale dai tempi molto dilatati.

## Finale
I migliori scelgono come misura d'entrata i 5,20 m. A 5,40 sorprendentemente esce il campione europeo Kishkun. La gara perde un protagonista. Solo in tre passano la misura alla prima prova: Tadeusz Ślusarski, Antti Kalliomäki e il francese Michel Bellot. Il primatista mondiale, l'americano Roberts, commette un errore a 5,35. 

A 5,50 esce Bellot, mentre Ślusarski, Kalliomäki e Roberts passano alla prima prova, eguagliando il record olimpico.

La misura successiva è 5,55. Slusarski e Kalliomäki hanno ancora un percorso immacolato, mentre Roberts si porta dietro l'errore commesso a 5,35. L'americano cerca di agire d'astuzia e non salta: decide di ripresentarsi a 5,60. Succede l'inaspettato: tutti i cinque atleti rimasti in gara vengono eliminati, inclusi il polacco e il finlandese. Roberts ha quindi tre tentativi a 5,60 per conquistare il titolo. Invece sbaglia tutte e tre le volte e ritorna in terza posizione. L'oro va così al polacco Ślusarski.
| Pos         | Atleta                | Paese            | 5,00 | 5,10 | 5,20 | 5,25 | 5,30 | 5,35 | 5,40 | 5,45 | 5,50 | 5,55 | 5,60 | Misura | Note |
| ----------- | --------------------- | ---------------- | ---- | ---- | ---- | ---- | ---- | ---- | ---- | ---- | ---- | ---- | ---- | ------ | ---- |
|             | Tadeusz Ślusarski     | Polonia          |      |      | O    | -    | -    | -    | O    | -    | O    | XXX  |      | 5,50   | =    |
|             | Antti Kalliomäki      | Finlandia        |      | O    | -    | -    | O    | -    | O    | O    | O    | XXX  |      | 5,50   | =    |
|             | David Roberts         | Stati Uniti      |      |      |      |      |      | XO   | -    | -    | O    | -    | XXX  | 5,50   | =    |
| 4           | Patrick Abada         | Francia          |      |      |      |      | XO   | -    | -    | XO   | -    | XXX  |      | 5,45   |      |
| 5           | Wojciech Buciarski    | Polonia          |      |      | O    | -    | -    | XO   | -    | XO   | X-   | XX   |      | 5,45   |      |
| 6           | Earl Bell             | Stati Uniti      |      |      | O    | -    | -    | O    | -    | XO   | -    | XXX  |      | 5,45   |      |
| 7           | Jean-Michel Bellot    | Francia          |      |      |      | O    | -    | -    | O    | -    | XXX  |      |      | 5,40   |      |
| 8           | Itsuo Takanezawa      | Giappone         | XO   | -    | XO   | -    | XO   | -    | XXO  | XXX  |      |      |      | 5,40   |      |
| 9           | Günther Lohre         | Germania Ovest   |      | XO   | -    | XO   | -    | XXO  | -    | XXX  |      |      |      | 5,35   |      |
| 10          | Jurij Prokhorenko     | Unione Sovietica |      |      |      | O    | -    | XXX  |      |      |      |      |      | 5,25   |      |
| 11          | Władysław Kozakiewicz | Polonia          |      |      |      | XO   | -    | -    | -    | XXX  |      |      |      | 5,25   |      |
| 12          | Don Baird             | Australia        |      | O    |      | XO   | -    | XXX  |      |      |      |      |      | 5,25   |      |
| 13          | Vladimir Kishkun      | Unione Sovietica |      |      | XO   | -    | -    | -    | XXX  |      |      |      |      | 5,20   |      |
| 13 ex aequo | Terry Porter          | Stati Uniti      |      |      | XO   | -    | -    | XXX  |      |      |      |      |      | 5,20   |      |
| N.C.        | Tapani Haapakoski     | Finlandia        | XO   | -    | O    | -    | XXX  |      |      |      |      |      |      | 5,20   |      |
| N.C.        | Brian Hooper          | Regno Unito      | XO   | -    | XXX  |      |      |      |      |      |      |      |      | 5,00   |      |
| N.C.        | François Tracanelli   | Francia          | -    | -    | -    | -    | XXX  |      |      |      |      |      |      | NM     |      |
| N.C.        | Kjell Isaksson        | Svezia           | -    | -    | XXX  |      |      |      |      |      |      |      |      | NM     |      |
| N.C.        | Roberto Moré          | Cuba             | -    | XXX  |      |      |      |      |      |      |      |      |      | NM     |      |
| N.C.        | Bruce Simpson         | Canada           | XXX  |      |      |      |      |      |      |      |      |      |      | NM     |      |